# Monte Giornalet
Il monte Giornalet è una montagna delle Alpi Cozie alta 3.063 m. Si trova tra la val Chisone e l'alta val di Susa ed interessa i comuni di Pragelato e di Sauze di Cesana, entrambi nella  città metropolitana di Torino.

## Descrizione

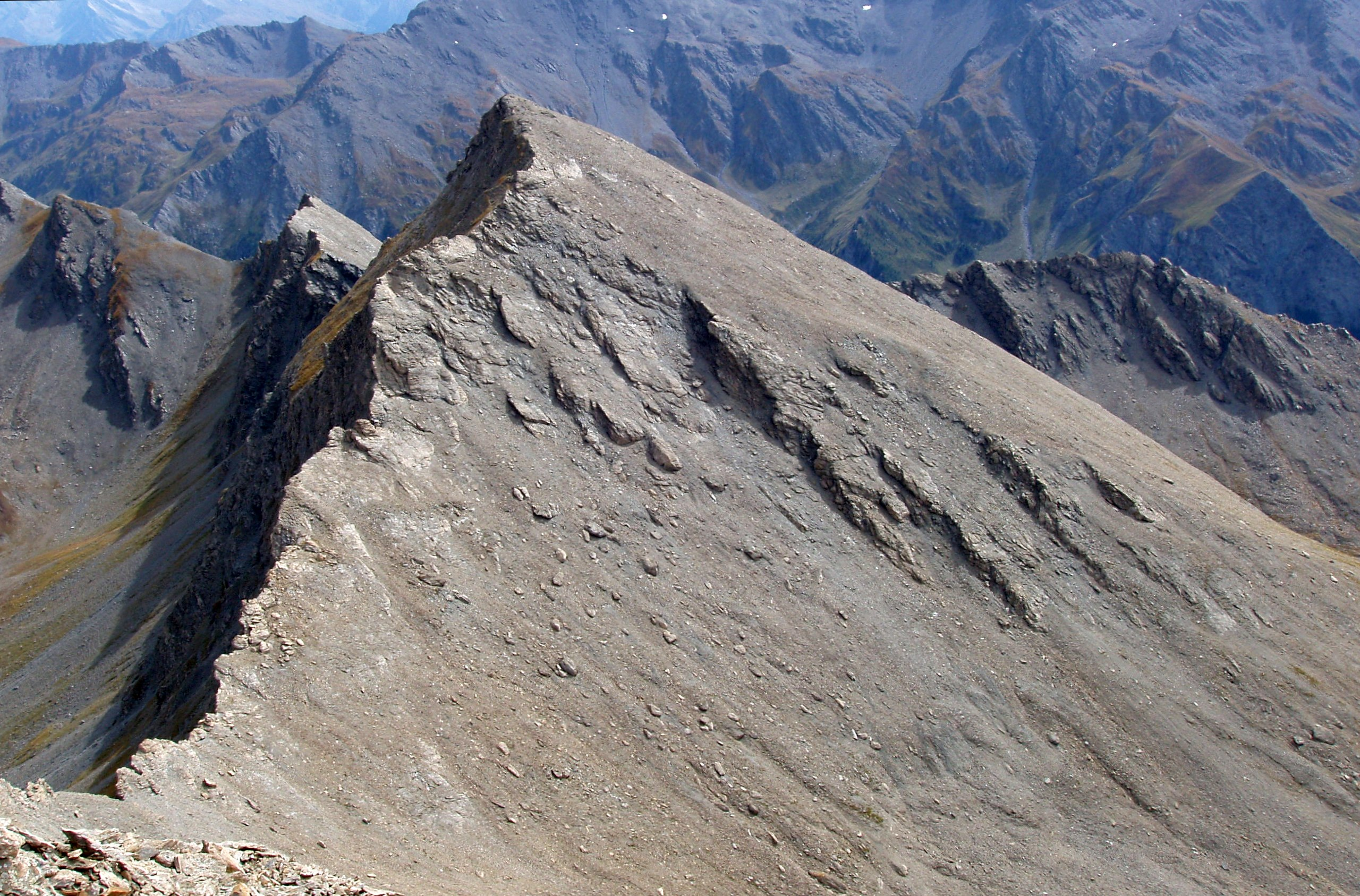
Vista dal Monte Platasse

La montagna appartiene allo spartiacque che separa la val Troncea dalla valle Argentera. Un colletto quotato 2.897 m la divide a nord dal monte Platasse, mentre a sud il crinale prosegue con il colle Fauri (2.857 m) e la Punta Fauri. Verso la Valle Argentera la punta si affaccia sul vallone del rio Colombiera, un affluente del torrente Ripa.
I versanti del monte Giornalet rivolti verso la valle Argentera sono detritici e facilmente percorribili, mentre quelli verso la val Troncea (compresi nell'omonimo parco naturale) si presentano impervi e strapiombanti, composti di roccia che da un punto di vista alpinistico è pessima in quanto molto friabile.
Sul punto culminante si trova un ometto di pietrame.

## Accesso alla cima
La via di salita normale parte dalla valle Argentera e si stacca dallo sterrato proveniente da Bessè Haut, risalendo prima per sentiero il vallone del Rio Colombiera e poi raggiungendo il monte risalendone il detritico versante sud-ovest. Il Monte Giornalet è anche una meta sci-alpinistica.